# Casa Lleó Morera

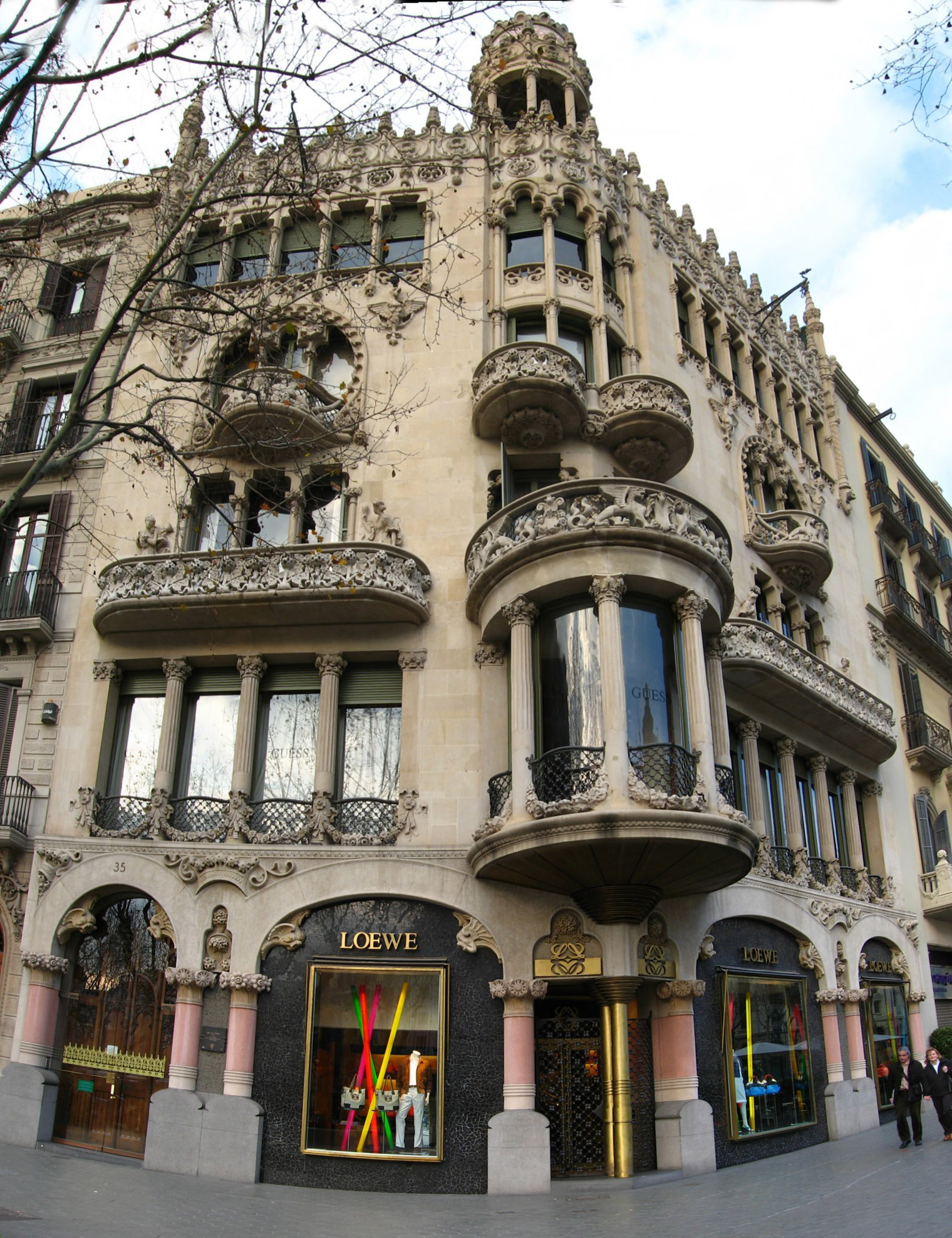

Casa Lleó-Morera – modernistyczny budynek mieszkalny w Barcelonie, w dzielnicy Eixample, przy ulicy Passeig de Gràcia. Stanowi część kompleksu budynków secesyjnych i modernistycznych znanego jako Illa de la Discòrdia, ważnej atrakcji turystycznej Barcelony. Obiekt powstał w 1864 roku według projektu Lluisa Domenecha i Montanera. Przy pracach nad obiektem architektowi towarzyszyli: autor ceramiki Antoni Serra i Fiter, rzeźbiarz Eusebi Arnau, meblarz i dekorator wnętrz Gaspar Homer oraz autorzy mozaik Lluís Brú i Mario Maragliano. W 1902 roku gmach przeszedł generalny remont. 
W odróżnieniu od większości obiektów z tego okresu Casa Lleó-Morera nie została nazwana nazwiskiem swojego właściciela, lecz mianem "Lwy-Morwy" od zwierząt i roślin, które stanowią podstawowe elementy zdobnicze na jej fasadzie. 
Budynek jest własnością prywatną i jego wnętrza nie są dostępne dla turystów.